# Pigwówka

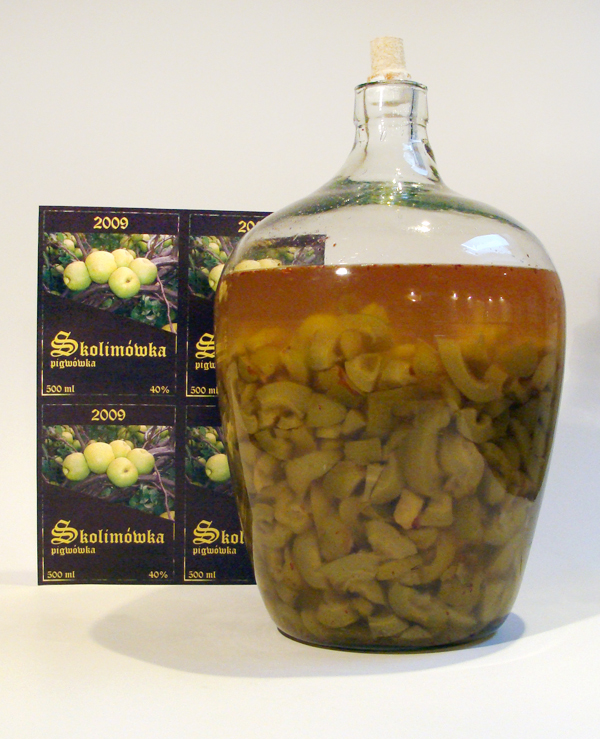
Pigwówka w trakcie procesu maceracji

Pigwówka – słodka nalewka z owoców pigwy lub pigwowca, o 40-45 procentowej zawartości alkoholu. Sporządzana w procesie maceracji, czyli przez zalanie składników alkoholem.